# Davorka
Davorka je  žensko osebno ime.

## Izvor imena
Ime Davorka je različica ženskega osebnega imena Davorina.

## Pogostost imena
Po podatkih Statističnega urada Republike Slovenije je bilo na dan 31. decembra 2007 v Sloveniji število ženskih oseb z imenom Davorka: 81.

## Osebni praznik
V koledarju je ime Davorka razvrščeno k imenu Martina; god praznuje 11. novembraa.